# Melanotus suwonensis
Melanotus suwonensis là một loài bọ cánh cứng trong họ Elateridae. Loài này được Lee miêu tả khoa học năm 1998.